# Calvin Mooers
Calvin Northrup Mooers (Minneapolis, 24 d'octubre de 1919 - Cambridge, 1 de desembre de 1994) va ser un programador i científic de la informació estatunidenc. Va formular terminologia bàsica en la disciplina de recuperació d'informació i va crear el llenguatge de programació TRAC (Text reckoning and compiling).

## Biografia
Va néixer a Minneapolis (Minnesota, EUA) i durant l'institut es va interessar per les matemàtiques gràcies a la seva professora Viola Marti. En 1941 es gradua en matemàtiques i física a la Universitat de Minnesota i ingressarà seguidament, a través del seu professor universitari Lynn H. Rumbaugh, en el Naval Ordnance Laboratory (NOL). Va treballar buscant formes de protegir als vaixells de les mines magnetitzades fins al 1946. Va conèixer a Charlotte Davis, treballadora en el mateix laboratori però en la divisió acústica, amb qui es casaria en 1945 i aquest matrimoni va durar fins a la mort de Mooers.
Després de la segona guerra mundial, abandona el laboratori naval i ingressa en l'Institut Tecnològic de Massachusetts (MIT) per cursar estudis de doctorat en programació informàtica. Durant aquests estudis va crear un sistema de recuperació d'informació anomenat Zatocoding (1947), basat en descriptores que feien possible l'accés per contingut a la informació especialitzada. Per satisfer la cerca d'informació, Mooers va plantejar al costat de James W. Perry l'ús de l'àlgebra de Boole. Van utilitzar els operadors booleans I, OR i NOT per realitzar estratègies de cerca amb descriptores. Aquest sistema seguiria desenvolupant-se amb Claire Schultz. És el començament del model booleà de recuperació d'informació.
En 1947, per donar sortida comercial a aquest sistema, crea la companyia ZATOR. No obstant això, el seu sistema d'indexació va topar amb l'oposició dels bibliotecaris de formació tradicional i humanista, que veien impossible que una màquina pogués substituir a un indexador humà.
Mooers va crear el terme «Recuperació d'informació» definint-ho com els aspectes intel·lectuals de la descripció d'informació i les seves especificacions per a la cerca, a més de qualsevol sistema, tècnica o instrument que s'utilitza en l'operació. També va desenvolupar el concepte de uniterme empleat per Mortimer Taube i ho va definir com a descriptor, definint-ho com una paraula clau que expressa un contingut d'un document. Segons Mooers, per descriure el contingut d'un treball, de vegades és necessari utilitzar dos o més termes. Per exemple, en el sistema d'indexació UNITERM, hauríem d'unir els termes Física i Teoria, en comptes d'utilitzar el descriptor Física teòrica. Tots dos conceptes han estat acceptats i utilitzats en tota la literatura científica posterior a 1950.
Amb aquestes concepcions teòriques, Mooers incideix en la necessitat de crear un nou llenguatge d'indexació, que donaria com a fruit el tesaurus documental.
Durant la dècada dels 50, Mooers dirigeix un nombre important d'estudis de recuperació d'informació per a agències estatals nord-americanes. Comença la seva col·laboració amb Ray J. Solomonoff amb qui va elaborar nombrosos treballs en teoria de la informació. Fruit d'aquest contacte, al 1959 va anunciar l'anomenada «llei de Mooers» segons la qual:
 
Un sistema de recuperació d'informació tendeix a no ser utilitzat quan el procés d'obtenció d'informació li es més pesat al usuari i més problematic que si no ho tingués.
En 1961, Mooers crea l'Institut de Recerca Rockford, on va utilitzar la intel·ligència artificial amb la finalitat de crear el llenguatge de programació TRAC, el qual va continuar desenvolupant fins a 1983 quan crea el TRAC II, que no obstant això només es va circumscriure als cercles acadèmics, per la qual cosa va prosseguir en el seu millorament fins al final de la seva vida.
També va proclamar la propietat intel·lectual per mantenir el control sobre les seves patents informàtiques. Va reclamar un copyright per a programari i es va reunir amb nombrosos programadors com Bill Gates per aconseguir-ho.

## Obres i reconeixements
Va publicar més de 200 articles en revistes científiques. El 2001,després de la seva mort, va ser publicat el seu treball de programació en el Laboratori Naval d'Ordnance durant la Segona Guerra Mundial en la revista IEEE Annals of the History of Computing.
El seu arxiu personal va ser donat a l'Institut Charles Babbage de la Universitat de Minnesota.
El 1978 li va ser concedit el Premi ASIST al Mèrit Acadèmic.

## Obres de referència
- Calvin Mooers Papers, 1930-1992 a the Charles Babbage Institute.

## Temes relacionats
Estratègia de cerca:
Es defineix amb un conjunt de procediments i operacions que un usuari realitza amb la finalitat d'obtenir informació necessària per resoldre un problema.
Estratègia de cerca per internet:
- Cercadors o motors de cerca.
- Índexs (Indexació), que són pàgines o espais units als cercadors on es presenten els espais d'informació o informació organitzada per categories o classes.
- Portals que són portes específiques als llocs d'internet i ens porta a llocs organitzats temàticament.
- Per utilitzar els cercadors fa ús d'ajudes, perquè la cerca sigui millor i reeixida.
  - Aquestes ajudes estan en les paraules clau o indicadors de cerca.
  - Els operadors lògics que serveixen per unir o discriminar tipus d'informació, a fi de trobar informació desitjada.
- Una vegada que es va trobar un lloc amb la informació convé afinar la cerca a partir d'allí:
  - Es busca informació sobre subtemes o temes relacionats.

1. ↑  Cossio M. Giesen L. Araya G. «Estrategias de búsqueda de información» (en castellà). http://www3.uah.es/bibliotecaformacion/BMED/AlfaBuah/13_estrategias_de_bsqueda_de_informacin.html.   Uma ética para quantos, 2012. Arxivat de l'original el 2021-11-04. [Consulta: 16032016].

- American Society for Information Science Arxivat 2019-10-03 a Wayback Machine.